# توزيع الكتلة
توزيع الكتلة هو مصطلح يستخدم في الفيزياء والميكانيكا ويشير إلى التوزيع المكاني الخاص بـ الكتلة في الجسم الصلب. وهو ذو علاقة من حيث المبدأ بـ الغازات أو السوائل ولكن غالبًا ما يكون توزيعها على الأرض متجانسًا.

## علم الفلك
في علم الفلك يتميز توزيع الكتلة بتأثير مؤكد على التطور، على سبيل المثال؛ السديم والنجوم والكواكب.
ويحدد توزيع كتلة الجسم الصلب موضع مركز الجاذبية ويؤثر على سلوكها الحركي - على سبيل المثال؛ حركات التذبذب والدوران اللاحق.

## النمذجة الرياضية
يمكن نمذجة توزيع الكتلة كـ قياس. وتتيح النمذجة الرياضية الكتل النقطية والكتل الخطية والكتل السطحية وأيضًا الكتل الناتجة عن دالة كثافة الحجم. ويمكن بدلاً من ذلك أن تنتج تلك الأخيرة عن التوزيع. على سبيل المثال، تتمثل الكتلة النقطية بـدالة دلتا المحددة في الفضاء ثلاثي الأبعاد. الكتلة السطحية على السطح المعطى في المعادلة f(x,y,z) = 0 قد يُمثل بتوزيع الكثافة g(x,y,z) δ (f(x,y,z))، حيث تمثل {\displaystyle g/\mid \nabla f\mid } الكتلة لكل مساحة وحدة.
يمكن إجراء النمذجة الرياضية من خلال نظرية الاحتمال، بواسطة الطرق الرقمية (على سبيل المثال؛ عدد هائل من نقاط الكتلة) أو بواسطة أرقام التوازن.

## الجيولوجيا
في الجيولوجيا تكون مجالات كثافة الصخور مضمنة في توزيع الكتلة.

## الأجسام الصلبة الدوارة
تتأثر الأجسام الصلبة الدوارة بتوزيع الكتلة بدرجة هائلة، سواء كانت متجانسة أو غير متجانسة - انظر عزم الدوران وعزم العطالة والتأرجح واختلال التوازن والثبات.

## موضوعات ذات صلة
- الجاذبية، دالة الكتلة، صفيحة بوجير، الكتلة الحرجة
- الزخم الزاوي، اللاتماثل، المجسم الأرضي، التضاغطية، حركة القطب
- توزيع الكتلة المولية، الغلاف الجوي
- توزيع الوزن

## وصلات خارجية
- Mass distribution of the Earth نسخة محفوظة 11 يونيو 2007 على موقع واي باك مشين.